# Palacio Municipal de Deportes San Pablo
Le Palacio Municipal de Deportes San Pablo est une salle omnisports à Séville en Espagne. Son locataire est le Real Betis Baloncesto.

## Histoire

Vue intérieure du Palacio Municipal de Deportes San Pablo

## Événements
- Championnats du monde d'athlétisme en salle 1991
- Championnat d'Europe de handball masculin 1996
- Championnats d'Europe de natation 1997
- Championnats du monde de gymnastique rythmique 1998
- Coupe du Roi de basket-ball 1998.
- Championnat d'Europe de basket-ball 2007
- Coupe du monde de basket-ball masculin 2014